# Solagna
Solagna é uma comuna italiana da região do Vêneto, província de Vicenza, com cerca de 1.759 habitantes. Estende-se por uma área de 15 km², tendo uma densidade populacional de 117 hab/km². Faz fronteira com Bassano del Grappa, Campolongo sul Brenta, Pove del Grappa, Romano d'Ezzelino, San Nazario.

## Demografia
| Variação demográfica do município entre 1861 e 2011                               |
|                                                                                   |
| Fonte: Istituto Nazionale di Statistica (ISTAT) - Elaboração gráfica da Wikipedia |